# Nagashima Shigeo
Nagashima Shigeo (長嶋 茂雄) (20 tháng 2 năm 1936 - 3 tháng 6 năm 2025) tại thị trấn Usui, quận Inba, nay là thành phố Sakura, tỉnh Chiba) là cố cầu thủ và huấn luyện viên bóng chày chuyên nghiệp với toàn bộ sự nghiệp đầu quân cho CLB Yomiuri Giants thuộc chi giải Central League của Nippon Professional Baseball (NPB). Ông giữ chức chủ tịch danh dự trọn đời của CLB Giants, cũng như cố vấn cho tổ chức vinh danh Meikyukai và hiệu trưởng danh dự của Học viện đào tạo cầu thủ của Giants.

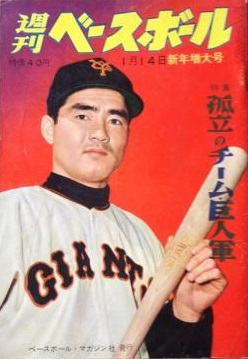
Shigeo Nagashima trên trang bìa tạp chí tuần san Baseball số ra ngày 14 tháng 1 năm 1959

Mang biệt danh như "Mr. Pro Yakyu"("quý ngài bóng chày chuyên nghiệp"), "Mr. Giants", "Quý ngài", "Cho-san", ông và đồng đội Oh Sadaharu được biết đến là song sát đứng đầu dàn đánh bóng của CLB Giants trong thời kì V9 - kỉ nguyên thống trị Nippon Professional Baseball đã chứng kiến Yomiuri Giants dành 9 chức vô địch Nippon Series liên tiếp từ 1965 tới 1973. Ông cũng là cầu thủ đầu tiên và duy nhất cho tới nay trong lịch sử bóng chày chuyên nghiệp Nhật Bản đạt được 400 home run và 2.000 hit trong sự nghiệp. Ông đã 10 lần giành được tay đập nhiều hit nhất mùa giải, nhiều nhất tại NPB, và là 6 lần giành danh hiệu Vua 3 thông số, nhiều nhất trong lịch sử Central League.
Từ năm 2001, ông giữ chức vụ Giám đốc điều hành và Quản lý danh dự trọn đời của Yomiuri Co., Ltd. (nay là Yomiuri Giants Co., Ltd. )  .
Năm 2013, ông nhận được Giải thưởng Danh dự Quốc dân (Tiếng Nhật: 国民栄誉賞) vào năm 2021, ông trở thành cầu thủ bóng chày chuyên nghiệp đầu tiên nhận được Huân chương Văn hóa. 

## Xuất thân và sự nghiệp không chuyên
Thời niên thiếu, Nagashima là một người hâm mộ CLB Hanshin Tigers, đại kình địch của Yomiuri Giants. Sau khi tốt nghiệp trung học phổ thông tại quê nhà Chiba, ông nhập học tại Đại học Rikkyo, và trở thành chân chốt ba trong CLB bóng chày của trường. Trong thời gian này, Nagashima có 2 năm liên tiếp là tay đập xuất sắc nhất tại giải sinh viên Tokyo Big6, và lọt vào Đội hình xuất sắc nhất mùa giải năm lần liên tiếp. Thời điểm theo học năm cuối, Nagashima được tất cả các câu lạc bộ tại Nippon Professional Baseball săn đón, đặc biệt là Nankai Hawks và Hiroshima Carp. Tuy nhiên cuối cùng ông quyết định gia nhập Yomiuri Giants vào tháng 11 năm 1957, với mức thưởng 18 triệu yên, con số kỉ lục với một cầu thủ bóng chày chuyên nghiệp thời bấy giờ.

## Sự nghiệp chuyên nghiệp

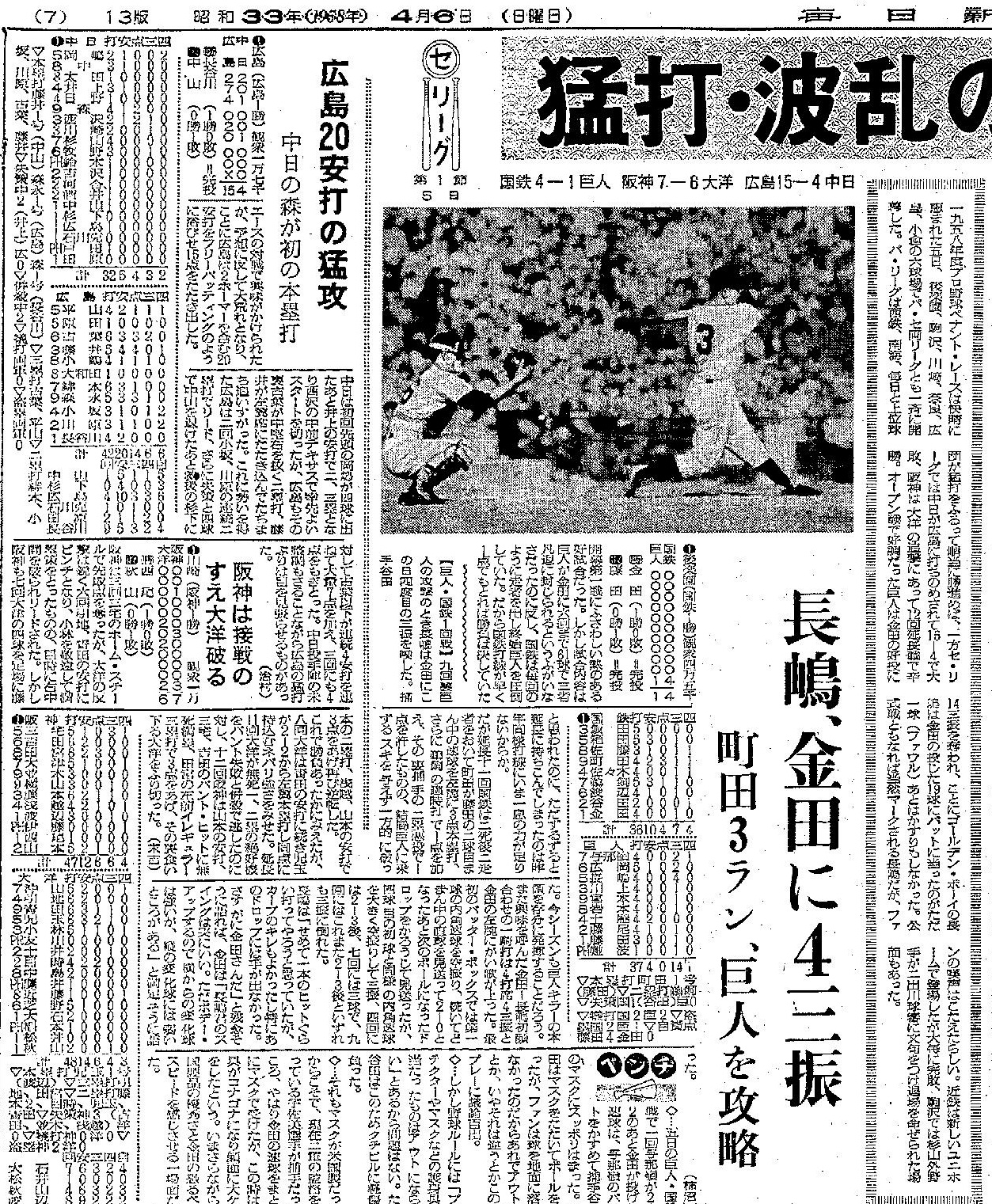
Bài báo về trận đấu ra mắt của Nagashima năm 1958, trong đó ông bị strikeout trước Kaneda Masaichi trong tất cả các lượt đánh

Nagashima ra mắt đội một vào tháng tư năm 1958, và bị strike-out cả bốn lần lên đánh trước chủ công của Kokutetsu Swallows Kaneda Masaichi (một điều trùng hợp là Oh Sadaharu cũng bị strike-out ở tất cả các lượt đối đầu Kaneda trong trận ra mắt). Dù vậy, Nagashima nhanh chóng trở thành tay đập chủ lực của Giants kể giữa mùa giải, và CLB vô địch Central League vào cuối mùa. Riêng Nagashima dẫn đầu giải về số HR (29) và điểm đập về (92), và giành danh hiệu Tân binh xuất sắc nhất mùa giải của Central League. Thậm chí, đáng lẽ Nagashima đã đạt thành tích trong cùng một mùa giải đạt tỉ lệ hit 0,300, 30 home run và 30 lần chạt cướp chốt trong mùa giải ra mắt này, nhưng một home run đã không được tính do ông quên dẫm chốt 1 khi chạy hết các chốt sau khi đập bóng ra khỏi sân.
Trong sự nghiệp, trận đấu làm nên tên tuổi Nagashima được cho là trận vào ngày 25 tháng 6 năm 1959, trong một trận đấu có Thiên hoàng dự khán. Nagashima trong trận đấu này đã ghi cú home run ấn định chiến thắng cho Giants, trước tay ném Murayama Minoru. Tình cờ hơn nữa, tân binh Oh Sadaharu cũng đã có một home run trong trận này.
Từ đây, Nagashima tiếp tục phong độ đỉnh cao của mình, trong khi Oh Sadaharu vươn lên trở thành tay đập xuất sắc nhất không chỉ trong lịch sử giải Nhật Bản, mà còn trên thế giới. Cặp chủ lực dàn đánh bóng của Yomiuri Giants, bao gồm Oh (lên đánh thứ ba), và Nagashima (lên đánh thứ tư), trở thành nỗi khiếp đảm của cả giải với biệt danh O-N Hou (ON砲, nghĩa là Trọng pháo Oh-Nagashima). CLB Giants trải qua giai đoạn thống trị vô tiền khoáng hậu với 9 danh hiệu Nippon Series liên tiếp từ 1965 tới 1973, trong khi Oh và Nagashima thâu tóm các danh hiệu về thành tích đánh bóng tại Central League trong giai đoạn này. Riêng Nagashima có năm lần giành danh hiệu MVP Central League, lọt vào Đội hình xuất sắc nhất Central League trong mọi mùa giải ông thi đấu (17 lần).
Nagashima chỉ có hai lần giành danh hiệu Găng tay vàng, do giải thưởng được lập ra vào cuối sự nghiệp của ông, vào năm 1972. Nagashima có phong cách phòng ngự rất phóng khoáng, thường xuyên lăn xả và bay nhảy để thu hồi những quả bóng sống đơn giản nhất. Sự lăn xả khiến người hâm mộ Giants phấn khích, dù lối chơi này khiến Nagashima nhiều lúc mắc lỗi ngớ ngẩn.
Sau khi dành danh hiệu tay đánh bóng hàng đầu năm 1971, Nagashima bất ngờ có sự sa sút. Câu lạc bộ cố gắng tạo điều kiện để Nagashima ra sân nhiều hơn để cải thiện, nhưng ông không thể nào tái lập phong độ thi đấu như những mùa trước đó. Từ giữa mùa giải 1974 Nagashima quyết định sẽ giải nghệ vào cuối mùa bóng. CLB mong muốn Nagashima kế nhiệm Kawakami Tetsuharu cho vị trí huấn luyện viên trưởng sau khi Kawakami tại nhiệm đã 14 năm, và Nagashima trong giai đoạn cuối sự nghiệp đã đảm nhiệm cùng lúc vai trò huấn luyện và cầu thủ. Với việc Chunichi Dragons phá vỡ thế thống trị của Giants để vô địch Central League, Nagashima chơi trận cuối cùng vào ngày 14 tháng 10 sau trận đấu trước Dragons trước khi tuyên bố giã từ sự nghiệp cầu thủ. Nagashima đập một quả bị loại kép (double play) trong lần cuối cùng lên đánh bóng. Một buổi lễ tôn vinh trọng thể được tổ chức dành cho ông sau trận đấu này.

## Sự nghiệp huấn luyện
Nagashima được bổ nhiệm làm huấn luyện viên trưởng của Yomiuri Giants vào ngày 21 tháng 11 năm 1974, một tháng sau khi ông giải nghệ cầu thủ.  Ông đã chiêu mộ cầu thủ chốt ba Davey Johnson từ Major League Baseball, cầu thủ không phải người Nhật Bản đầu tiên trong lịch sử Giants.  Tuy nhiên, Giants đã kết thúc mùa giải ở vị trí cuối cùng lần đầu tiên trong lịch sử CLB.  Mặc dù vậy, Nagashima đã thực hiện nhiều cải tổ và Giants nhanh chóng trở lại thế thống trị của mình tại Central League, với các chức vô địch vào năm 1976 và 1977. 
Mùa giải 1978, Giants đã mất chức vô địch Central League vào tay đội bóng hàng xóm Yakult Swallows,  và trước thềm mùa giải năm đó, Nagashima và CLB Giants đã vướng vào một bê bối  lớn liên quan đến việc tuyển chọn cầu thủ ném bóng Egawa Suguru.  Giants kết thúc mùa giải 1979 ở vị trí thứ năm với thành tích 58 thắng – 62 bại.  Sự chỉ trích đối với Nagashima ngày càng tăng, và ban lãnh đạo Giants đã quyết định sa thải Nagashima trong mùa giải 1980.   Danh tiếng của Nagashima đã khiến quyết định bãi nhiện ông gây nhiều tranh cãi đối với những người hâm mộ, và tờ Yomiuri Shimbun đã chứng kiến  doanh số ấn phẩm bán ra sụt giảm đáng kể sau khi Nagashima bị sa thải, với một số người tức giận vì tờ báo này "đưa tin sai lệch" về tình hình.  
Nagashima trở lại làm HLV của Yomiuri Giants trước thềm mùa giải 1993, khi Watanabe Tsuneo, người đã có mối quan hệ lâu dài với ông, trở thành chủ sở hữu mới của CLB vào năm 1996.   Trong kì tuyển chọn cầu thủ năm 1992, ông đã thắng cuộc bốc thăm để giành quyền chiêu mộ Matsui Hideki, cầu thủ sau đó trở thành siêu sao mới của Giants trong nhiệm kỳ thứ hai của HLV Nagashima.  Giants dưới sự dẫn dắt của Nagashima đã giành được ba danh hiệu vô địch Central League vào các năm 1994, 1996 và 2000, và giành được danh hiệu Nippon Series vào các năm 1994 và 2000.  Tại Nippon Series năm 2000, Nagashima đã đánh bại đồng đội cũ Oh Sadaharu, HLV của Fukuoka Daiei Hawks bên kia chiến tuyến. Nagashima rời vị trí HLV của Giants vào năm 2001. 
Năm 2002, Nagashima được công bố sẽ dẫn dắt đội tuyển bóng chày Olympic Nhật Bản.  Đội (gồm toàn bộ các cầu thủ từ hệ thống Nippon Professional Baseball) đã đánh bại Trung Quốc, Đài Loan và Hàn Quốc để giành chiến thắng tại vòng loại châu Á vào tháng 11 năm 2003, nhưng Nagashima bị đột quỵ vào tháng 3 năm 2004 và không thể tham dự Thế vận hội Athens.  Đội tuyển sau đó đã giành được huy chương đồng tại Thế vận hội sau khi thua Úc tại bán kết. 